# Hrup ozadja
Hrup ozadja je v akustiki in akustičnem inženiringu, vsak zvok, razen zvoka, ki se ga spremlja (primarni zvok). Hrup ozadja je oblika hrupa ali motenj in velja za pomemben koncept pri določanju predpisov o hrupu. Glej merila hrupa za kinematografe.
Primeri šuma so okoljski hrup, kot so npr. valovi, hrup in alarmi, kjer se ljudje pogovarjajo, bioakustični hrup živali ali ptic in mehanski šumi iz naprav, kot so hladilniki in klimatske naprave, napajalniki in motorji.
Preprečevanje ali zmanjševanje hrupa v ozadju, je pomembno na področju aktivnega nadzora hrupa. To je pomembno vprašanje, še posebej pri  uporabi ultrazvoka (npr. za medicinsko diagnostiko in slikanje).
V astronomiji je hrup kozmično sevanje ozadja ali  elektromagnetno sevanje z neba brez vidnega vira.
V fiziki in telekomunikaciji, je lahko v ozadju signal hrupa škodljiv, v nekaterih primerih pa tudi koristen. V teoriji informacij  je študija preprečevanja in zmanjševanja uporabe signala hrupa .
V telefoniji se  umetno udobje hrupa uporablja kot nadomestek za naravni hrup v ozadju, da izpolnite umetno ustvarjeno tišino občasnih  prenosnih sistemov, ki uporabljajo za odkrivanje govorne aktivnosti. Hrup ozadja lahko vpliva tudi na koncentracijo.
Za hrup, naraščajoči hrup in notranji hrup za eno napravo se uporablja signal za merilne naprave, ki  beležijo naraščanje jakosti hrupa v delovnem stanju. Za kodiranje vzrokov stopnje hrupa v ozadju, ki se signalizira z nižjo stopnjo in ga ni mogoče zaznati. Pri naraščajočem hrupu je spodnja meja resolucije signal šuma (SNR) enak prvemu.

## Izražanje hrupa
Hrup je posledica več dejavnikov. Dejavnik, ki močno vpliva na intenzivnost tega povečanja hrupa ozadja, je vrsta naprave, ali je ta aktivna ali pasivna. Za pasivne komponente je značilen hrup, ki ga povzroča Brownovo gibanje, imenovan toplotni hrup. Za aktivne pripomočke je vzrok razviden iz napajanja. Večjo moč ki jo naprava potrebuje, večji hrup pri tem nastaja.
Drugi dejavnik je temperatura v napravi in okoli naprave. Višje so  temperature, večje je samo-gibanje delcev (elektroni, protoni in nevtroni). Poleg tega je mehanski in električni zaščitni vpliv zelo velik na obnašanje hrupa. Druga točka, ki vpliva na naravo je izgradnja naprave. Mnogi elementi ki so nameščeni so najpomembnejši. Večji upori in kondenzatorji so nameščeni, večji bo hrup. Če se skupna upornost vezja prepolovi, se bo hrup zmanjšal za približno 3 dB. To je treba poudariti, že v zasnovi naprave, kolikor je mogoče, vsaka kasnejša sprememba je težja in povečuje stroške. Poleg tega se intenzivnost hrupa spreminja iz omrežja. Ob koncu vsake prenosne verige je slišna reprodukcija zvoka v obliki naprave ali slušalk, ki jih poganja ojačevalnik.

## Možnosti za zmanjšanje
Da bi ohranili hrup čim nižji in zmanjšali slišnost za reprodukcijo sistema, obstaja še več načinov. Prvič, je priporočljivo, da opreme ne izpostavljajte toploti, zlasti poleti, ali pa vplivamo na hlajenje aktivnih komponent. Druga možnost je uporaba ekspanderjev in vrat, da zmanjšamo hrup ali umetno spremenimo delovanje naprave. Druga možnost je, da prekrivanje hrupa na željenemu signalu.
Hrup lahko vedno zaznavamo, kadar je avdio sistem vklopljen, brez predvajanja kateregakoli medija. Ni pa vedno zaskrbljujoč ali vsiljiv.
V primeru zvoka, lahko ta vrsta ukrepov vključuje predhoden poudarek na vhodu sistema in na izhodnu.Tako, je signal vedno v najboljšem položaju, da prevzame hrup sistema. Odvisno od občutljivosti ušesa na različnih delih spektra zvoka (glej enake krivulje Loudness).
Ohladitev sistema zmanjša toplotni hrup, ki je vir največjega lastnega hrupa v elektronskih sistemih. V posebnih primerih se lahko hrup umetno znižuje s tehnikami za obdelavo signalov.

## Razpustitev signala v hrupu
Na računu za razpustitev signala v ozadju, lahko zlahka doseže naslednji poskus z Audacity ali drugo programsko opremo za urejanje zvoka:
Prenos vzorec signala Morse kode (npr. Wikipedia-Morse.ogg)
- Odprite  programsko opremo za urejanje
- Ustvarite drugi tir in tam ustvarite roza amplitudo hrupa 0,5.
- Poslušajte mešanice s postopnim zmanjševanjem stopnje tira Morse code. Ko je  nivo signala precej pod ravnjo hrupa (-20 dB) je težko "prebrati".
- Počasen pretok signala s procesnim "tempom  sprememb", pike in črtice kodeksa se podaljšajo brez spreminjanja

Čeprav na visoki ravni, je hrup iz ozadja ovira za prenos signala, ki nudi informacije o delovanju sistema. Na primer v telefoniji je malo hrupa v ozadju zaželeno, saj s tem daje uporabniku zagotovilo, da oprema ni mrtva.

## Spektralna porazdelitev hrupa
Hrup iz ozadja moti še več signala, ki zaseda enak frekvenčni pas.
Vpliv hrupa spektra:
Frekvenca "prevoznik" Morse Code je 700 Hz
- Filtriranje hrupa odstrani vse, kar je pod 1500 Hz
- Zamenjavo ravni hrupa za razširitev svoje največje velikosti najdemo v 0,5.
- Zdaj lahko še naprej "se glasi" Morse kode na veliko nižji ravni.

## Digitalni signali
V digitalnem signalu, je optimalna raven hrupa višja od najnižje, določene s sklepom (kvantizacija hrupa), v kateri se je linearnost sistema izboljšala in je gostota  informacij največja.

## Hrup
Dejavnik hrupa je razmerje med signalom in  razmerje med, izhodnim in vhodnim hrupom.

## Fizikalne meritve
Seizmograf v merilnem sistemu, meri hrup prometa  v neposredni bližini.

## Telekomunikacije
Na področju telekomunikacij in elektronike, lahko ta ukrep vključuje toplotni hrup in druge moteče signale.

## Avdio
Hrup v avdio snemalnih in predvajalnih sistemov se hrup nanaša na vse nezaželene sestavine, ki vplivajo na produkcijo sistema. Vključno z lokalnim hrupom okolja, kot hrup prezračevanja, ki ga povzroča hrup elektromagnetne motnje (elektromagnetna združljivost). Izvirnik vibracije hrupa, znan tudi kot hrup in mikrofon samoproizvedenega hrupa, ki ga ustvarijo same naprave. Toplotni hrup je poleg strel glavna sestavina.
V analognih posnetkih, je hrup medijev dodatno vezje.
Disk snemanje prinaša čiščenje hrupa z iglo (sikanje), poleg nasilnih nemirov, ki jih povzročajo prah in mehanski hrup (ropotanje).
Magnetni zapisi zagotavljajo mehanski hrup in serijo hrupa zaradi razdelitve magnetnih delcev, odvisno od predvajanja površine traku na enoto časa (kolotek x hitrost ).

## Analogni
Podjetje Dolby je specializirano za sisteme za zmanjševanje šuma, ki združuje jakostno in dinamično procesiranje za magnetne posnetke. Podjetje DBX proizvaja druge sisteme za uporabo po istem principu.

## Digitalni
Prvotno je posvečeno ohranjanju in restavriranju filmov, strojne opreme, orodij.